# (73705) 1991 UR2
(73705) 1991 UR2 – planetoida z pasa głównego asteroid okrążająca Słońce w ciągu 3,82 lat w średniej odległości 2,44 j.a. Odkryta 31 października 1991 roku.